# Wushu tại Đại hội Thể thao Đông Nam Á 2015 - Trường quyền nam
Nội dung trường quyền tại Đại hội Thể thao Đông Nam Á 2015 diễn ra ở Singapore vào ngày 6 tháng 6 năm 2015 tại Singapore EXPO Hall 2.

## Lịch thi đấu
Giờ thi đấu tính theo giờ địa phương (UTC+8)
| Ngày                      | Giờ   | Nội dung     |
| ------------------------- | ----- | ------------ |
| Thứ 7, 6 tháng 6 năm 2015 | 15:00 | Trường quyền |

## Kết quả
Chú giải
- DNS — Không tham dự

| Xếp hạng | Tên                                         | Điểm |
| -------- | ------------------------------------------- | ---- |
| 1        | Singapore (SIN) · Yong Yi Xian              | 9.70 |
| 2        | Indonesia (INA) · Aldy Lukman               | 9.69 |
| 3        | Việt Nam (VIE) · Trần Xuân Hiệp             | 9.68 |
| 4        | Malaysia (MAS) · Wong Weng Son              | 9.67 |
| 5        | Indonesia (INA) · Achhmad Hulaefi           | 9.67 |
| 6        | Philippines (PHI) · John Keithly Chan       | 9.64 |
| 7        | Việt Nam (VIE) · Nguyễn Mạnh Quyền          | 9.56 |
| 8        | Malaysia (MAS) · Yeap Wai Kin               | 9.54 |
| 9        | Philippines (PHI) · Norlence Ardee Catolico | 9.48 |
| 10       | Singapore (SIN) · Tay Wei Sheng             | 9.43 |
| 11       | Myanmar (MYA) · Kyaw Htet Han               | 8.95 |
| 12       | Campuchia (CAM) · San An                    | 7.50 |
| 13       | Campuchia (CAM) · Veasna Heng               | 7.25 |
| 14       | Myanmar (MYA) · Aung Sein Thiha             | DNS  |
| 15       | Brunei (BRU) · Mohammad Adi Sya'Rani Roslan | DNS  |